# Zbigniew Gosławski
Zbigniew Gosławski (ur. 14 marca 1953 we Wrocławiu) – polski lekkoatleta chodziarz, medalista mistrzostw Polski na dystansie 20 km.

## Kariera sportowa
W 1976 roku zajął 2. miejsce na mistrzostwach Polski seniorów w chodzie na 20 km na zawodach rozegranych w Bydgoszczy. Rok później w tym samym miejscu i na tym samym dystansie zdobył medal brązowy. Tytuł wicemistrzowski zdobył ponownie w 1979 na zawodach rozegranych w Poznaniu.
Reprezentował Polskę na arenie międzynarodowej – w 1977 w Milton Keynes i 1979 w Eschborn wystąpił w zawodach pucharu świata w chodzie sportowym na dystansie 20 km, gdzie zajął odpowiednio 21. i 33. miejsce.
W czasie swojej kariery należał do klubu lekkoatletycznego Śląska Wrocław.

## Osiągnięcia

### Seniorzy – krajowe
| Rok  | Impreza                     | Miejsce   | Konkurencja   | Pozycja    | Wynik     |
| ---- | --------------------------- | --------- | ------------- | ---------- | --------- |
| 1976 | Mistrzostwa Polski seniorów | Bydgoszcz | chód na 20 km | 2. miejsce | 1:33:52,0 |
| 1977 | Mistrzostwa Polski seniorów | Bydgoszcz | chód na 20 km | 3. miejsce | 1:31:20,8 |
| 1979 | Mistrzostwa Polski seniorów | Poznań    | chód na 20 km | 2. miejsce | 1:24:38,0 |